# Metro-North Railroad

Logo du Metro-North Railroad.

Plan des lignes du Metro-North Railroad.

Le MTA Metro-North Railroad est un réseau ferroviaire qui relie New York à ses banlieues nord et aux États voisins du New Jersey et du Connecticut. Il fait partie de la Metropolitan Transportation Authority (MTA).
Le Metro-North possède ainsi des gares à Wassaic, Poughkeepsie, Port Jervis, et Spring Valley dans l'État de New York et à New Canaan, Danbury, Waterbury, et New Haven dans le Connecticut. Le Metro North propose aussi une desserte locale dans l'arrondissement du Bronx, ainsi que dans celui de Manhattan.
Le Metro North est géré par la Metropolitan Transportation Authority, qui gère aussi la New York City Transit Authority (bus et métro dans la ville de New York), le Long Island Railroad, et le Staten Island Railway. La MTA a baptisé le Metro North MTA Metro-North Railroad. En outre, en octobre 2002, la MTA a annoncé un projet de fusion entre le Metro-North et le LIRR pour former une unique compagnie baptisée MTA Rail Road, cependant, la MTA n'a pas obtenu l'approbation de la ville de New York en avril 2006.